# Rammstein Stadium Tour
Tournées par Rammstein
Festival Tour
(2017)
Le Rammstein Stadium Tour est une tournée du groupe allemand de metal industriel Rammstein ayant lieu dans des stades entre 2019 et 2024.
Initialement nommée Europe Stadium Tour car se déroulant exclusivement en Europe, des dates ont été ajoutées en Amérique du Nord.
Cette tournée est réalisée sur plusieurs années, avec une première partie au printemps et à l'été 2019, la deuxième entre mai et août 2022 en Europe, puis en Amérique du Nord entre août et octobre, une troisième partie en 2023 et une quatrième en 2024.

## Annonces de la tournée, reports
Le 2 novembre 2018, Rammstein annonce une nouvelle tournée qui sera jouée dans des stades.
Les billets sont disponibles à partir du 5 novembre 2018 en prévente et à partir du 7 novembre 2018 pour le grand public. Toutes les places ont été vendues en quelques jours et certaines dates ont été ajoutées, comme le concert supplémentaire à Paris le 29 juin 2019.
Le 24 juin 2019, le groupe annonce une seconde partie de sa tournée pour 2020 avec une vente des billets à partir du 5 juillet 2019. Là aussi, plusieurs dates supplémentaires sont annoncées les jours suivants.
Une série de concerts en Amérique du Nord, nommée North America Stadium Tour est programmée à l'été 2020 ; la vente des billets débute le 21 janvier 2020.
En raison de la pandémie de Covid-19, toutes les dates européennes de 2020 sont annulées le 8 mai 2020 et sont reportées à 2021,. Le 27 mai 2020, le groupe annonce que les concerts en Amérique du Nord sont également reportés. Ils sont reprogrammés à l'été 2021, à l'exception de celui de Washington, définitivement annulé.
La situation sanitaire en 2021 n'étant toujours pas stabilisée, le groupe reporte à nouveau les dates européennes à 2022, annulant au passage le concert programmé à Belfast. Les dates nord-américaines sont également repoussées à 2022.
A l'été 2022, Rammstein annonce la poursuite de la tournée en 2023 avec 29 nouvelles dates européennes.
A la fin de sa tournée en 2023, le groupe annonce une nouvelle série de dates en 2024, toujours dans des stades et sous le même nom, avec 29 dates en Europe,.

## Setlist
Voici les setlists jouées le 28 mai 2019 à Gelsenkirchen, en 2022, en 2023 et en 2024[réf. nécessaire]. Après 2 dates, dès le 5 juin à Berne, la chanson Sex est retirée du setlist.
| 2019 | 2022 | 2023 | 2024 |
| --- | --- | --- | --- |
| 1. Was ich liebe 2. Links 2 3 4 3. Sex 4. Tattoo 5. Sehnsucht 6. Zeig dich 7. Mein Herz brennt 8. Puppe 9. Heirate mich 10. Diamant 11. Deutschland (Remix de Richard Z. Kruspe) 12. Deutschland 13. Radio 14. Mein Teil 15. Du hast 16. Sonne 17. Ohne dich Premier rappel 1. Engel 2. Ausländer 3. Du riechst so gut 4. Pussy Second rappel 1. Rammstein 2. Ich will | 1. Armee der Tristen 2. Zick Zack 3. Links 2 3 4 4. Sehnsucht 5. Zeig dich 6. Mein Herz brennt 7. Puppe 8. Heirate mich 9. Zeit 10. Deutschland (Remix de Richard Z. Kruspe) 11. Deutschland 12. Radio 13. Mein Teil 14. Du hast 15. Sonne Premier rappel 1. Engel 2. Ausländer 3. Du riechst so gut 4. Pussy Second rappel 1. Rammstein 2. Ich will 3. Adieu | 1. Rammlied 2. Links 2 3 4 3. Bestrafe Mich 4. Giftig 5. Sehnsucht 6. Mein Herz brennt 7. Puppe 8. Angst 9. Zeit 10. Deutschland (Remix de Richard Z. Kruspe) 11. Deutschland 12. Radio 13. Mein Teil 14. Du hast 15. Sonne 16. Engel 17. Ohne dich 18. Ausländer 19. Du riechst so gut 20. Pussy 21. Rammstein 22. Ich will 23. Adieu | 1. Ramm4 2. Links 2 3 4 3. Keine Lust 4. Sehnsucht 5. Asche zu Asche 6. Mein Herz brennt 7. Puppe 8. Wiener Blut 9. Zeit 10. Deutschland (Remix de Richard Z. Kruspe) 11. Deutschland 12. Radio 13. Mein Teil 14. Du hast 15. Sonne Premier rappel 1. Engel (version au piano) 2. Ausländer 3. Du riechst so gut 4. Pussy Deuxième rappel 1. Rammstein 2. Ich will 3. Adieu |

## Dates
Duo Játékok et Duo Abélard assureront les premières parties pour l'ensemble de la tournée.
| N°                                                  | Date                      | Ville                     | Pays                      | Lieu                            | Affluence | Recettes (en $) |
| --------------------------------------------------- | ------------------------- | ------------------------- | ------------------------- | ------------------------------- | --------- | --------------- |
| Première partie : Europe Stadium Tour 2019          |                           |                           |                           |                                 |           |                 |
| 1                                                   | 27 mai                    | Gelsenkirchen             | Allemagne                 | Veltins-Arena                   | 104 816   | 11 606 919      |
| 2                                                   | 28 mai                    | Gelsenkirchen             | Allemagne                 | Veltins-Arena                   | 104 816   | 11 606 919      |
| 3                                                   | 1er juin                  | Barcelone                 | Espagne                   | Stade Cornellà-El Prat          | 33 825    | 3 211 067       |
| 4                                                   | 5 juin                    | Berne                     | Suisse                    | Stade du Wankdorf               | 41 324    | 3 761 075       |
| 5                                                   | 8 juin                    | Munich                    | Allemagne                 | Stade olympique                 | 121 250   | 13 607 156      |
| 6                                                   | 9 juin                    | Munich                    | Allemagne                 | Stade olympique                 | 121 250   | 13 607 156      |
| 7                                                   | 12 juin                   | Dresde                    | Allemagne                 | DDV-Stadion                     | 49 133    | 5 491 968       |
| 8                                                   | 13 juin                   | Dresde                    | Allemagne                 | DDV-Stadion                     | 49 133    | 5 491 968       |
| 9                                                   | 16 juin                   | Rostock                   | Allemagne                 | Ostseestadion                   | 30 660    | 3 405 101       |
| 10                                                  | 19 juin                   | Copenhague                | Danemark                  | Parken Stadium                  | 44 396    | 4 774 338       |
| 11                                                  | 22 juin                   | Berlin                    | Allemagne                 | Stade olympique                 | 72 367    | 7 823 126       |
| 12                                                  | 25 juin                   | Rotterdam                 | Pays-Bas                  | Stade Feijenoord                | 44 782    | 3 548 054       |
| 13                                                  | 28 juin                   | Paris                     | France                    | Paris La Défense Arena          | 73 223    | 6 660 269       |
| 14                                                  | 29 juin                   | Paris                     | France                    | Paris La Défense Arena          | 73 223    | 6 660 269       |
| 15                                                  | 2 juillet                 | Hanovre                   | Allemagne                 | HDI-Arena                       | 44 224    | 4 944 729       |
| 16                                                  | 6 juillet                 | Milton Keynes             | Royaume-Uni               | Stadium MK                      | 31 721    | 3 499 117       |
| 17                                                  | 10 juillet                | Bruxelles                 | Belgique                  | Stade Roi Baudouin              | 43 204    | 3 934 182       |
| 18                                                  | 13 juillet                | Francfort-sur-le-Main     | Allemagne                 | Deutsche Bank Park              | 40 976    | 4 613 467       |
| 19                                                  | 16 juillet                | Prague                    | Tchéquie                  | Sinobo Stadium                  | 62 446    | 5 334 997       |
| 20                                                  | 17 juillet                | Prague                    | Tchéquie                  | Sinobo Stadium                  | 62 446    | 5 334 997       |
| 21                                                  | 20 juillet                | Luxembourg                | Luxembourg                | festival Rock-A-Field           | 18 000    | 1 615 455       |
| 22                                                  | 24 juillet                | Chorzów                   | Pologne                   | Stade de Silésie                | 53 309    | 5 083 822       |
| 23                                                  | 29 juillet                | Moscou                    | Russie                    | Stade Loujniki                  | 60 626    | 6 691 854       |
| 24                                                  | 2 août                    | Saint-Pétersbourg         | Russie                    | Stade de Saint-Pétersbourg      | 55 411    | 6 150 852       |
| 25                                                  | 6 août                    | Riga                      | Lettonie                  | Lucavsala                       | 40 000    | 3 584 751       |
| 26                                                  | 9 août                    | Tampere                   | Finlande                  | Stade de Tampere                | 61 801    | 6 376 021       |
| 27                                                  | 10 août                   | Tampere                   | Finlande                  | Stade de Tampere                | 61 801    | 6 376 021       |
| 28                                                  | 14 août                   | Stockholm                 | Suède                     | Stade olympique                 | 31 432    | 2 658 411       |
| 29                                                  | 18 août                   | Oslo                      | Norvège                   | Ullevaal Stadion                | 30 250    | 2 728 104       |
| 30                                                  | 22 août                   | Vienne                    | Autriche                  | Stade Ernst-Happel              | 104 000   | 10 154 465      |
| 31                                                  | 23 août                   | Vienne                    | Autriche                  | Stade Ernst-Happel              | 104 000   | 10 154 465      |
| Deuxième partie : Europe Stadium Tour 2022,         |                           |                           |                           |                                 |           |                 |
| 32                                                  | 15 mai                    | Prague                    | Tchéquie                  | aéroport de Letňany             | 99 512    | 8 174 425       |
| 33                                                  | 16 mai                    | Prague                    | Tchéquie                  | aéroport de Letňany             | 99 512    | 8 174 425       |
| 34                                                  | 20 mai                    | Leipzig                   | Allemagne                 | Red Bull Arena                  | 94 466    | 10 559 181      |
| 35                                                  | 21 mai                    | Leipzig                   | Allemagne                 | Red Bull Arena                  | 94 466    | 10 559 181      |
| 36                                                  | 25 mai                    | Klagenfurt                | Autriche                  | Wörthersee Stadion              | 67 535    | 6 594 056       |
| 37                                                  | 26 mai                    | Klagenfurt                | Autriche                  | Wörthersee Stadion              | 67 535    | 6 594 056       |
| 38                                                  | 30 mai                    | Zurich                    | Suisse                    | Stade du Letzigrund             | 95 142    | 8 659 283       |
| 39                                                  | 31 mai                    | Zurich                    | Suisse                    | Stade du Letzigrund             | 95 142    | 8 659 283       |
| 40                                                  | 4 juin                    | Berlin                    | Allemagne                 | Stade olympique                 | 136 904   | 15 302 798      |
| 41                                                  | 5 juin                    | Berlin                    | Allemagne                 | Stade olympique                 | 136 904   | 15 302 798      |
| 42                                                  | 10 juin                   | Stuttgart                 | Allemagne                 | Cannstatter Wasen (en)          | 93 044    | 10 400 233      |
| 43                                                  | 11 juin                   | Stuttgart                 | Allemagne                 | Cannstatter Wasen (en)          | 93 044    | 10 400 233      |
| 44                                                  | 14 juin                   | Hambourg                  | Allemagne                 | Volksparkstadion                | 87 720    | 9 805 129       |
| 45                                                  | 15 juin                   | Hambourg                  | Allemagne                 | Volksparkstadion                | 87 720    | 9 805 129       |
| 46                                                  | 18 juin                   | Düsseldorf                | Allemagne                 | Merkur Spiel-Arena              | 89 368    | 9 989 339       |
| 47                                                  | 19 juin                   | Düsseldorf                | Allemagne                 | Merkur Spiel-Arena              | 89 368    | 9 989 339       |
| 48                                                  | 22 juin                   | Aarhus                    | Danemark                  | Ceres Park                      | 42 500    | 4 750 547       |
| 49                                                  | 26 juin                   | Coventry                  | Royaume-Uni               | Coventry Building Society Arena | 40 498    | 4 467 301       |
| 50                                                  | 30 juin                   | Cardiff                   | Royaume-Uni               | Millennium Stadium              | 61 426    | 6 775 851       |
| 51                                                  | 4 juillet                 | Nimègue                   | Pays-Bas                  | Goffertpark (en)                | 130 000   | 11 060 290      |
| 52                                                  | 5 juillet                 | Nimègue                   | Pays-Bas                  | Goffertpark (en)                | 130 000   | 11 060 290      |
| 53                                                  | 8 juillet                 | Lyon                      | France                    | Groupama Stadium                | 103 870   | 11 457 813      |
| 54                                                  | 9 juillet                 | Lyon                      | France                    | Groupama Stadium                | 103 870   | 11 457 813      |
| 55                                                  | 12 juillet                | Turin                     | Italie                    | Stade olympique                 | 38 430    | 4 239 181       |
| 56                                                  | 16 juillet                | Varsovie                  | Pologne                   | Stade national                  | 53 877    | 6 022 241       |
| 57                                                  | 20 juillet                | Tallinn                   | Estonie                   | Song Festival Grounds           | 80 000    | 8 824 734       |
| 58                                                  | 24 juillet                | Oslo                      | Norvège                   | Bjerke Travbane (en)            | 60 000    | 5 858 345       |
| 59                                                  | 28 juillet                | Göteborg                  | Suède                     | Ullevi                          | 163 567   | 18 283 124      |
| 60                                                  | 29 juillet                | Göteborg                  | Suède                     | Ullevi                          | 163 567   | 18 283 124      |
| 61                                                  | 30 juillet                | Göteborg                  | Suède                     | Ullevi                          | 163 567   | 18 283 124      |
| 62                                                  | 3 août                    | Ostende                   | Belgique                  | Park De Nieuwe Koers            | 96 000    | 10 589 680      |
| 63                                                  | 4 août                    | Ostende                   | Belgique                  | Park De Nieuwe Koers            | 96 000    | 10 589 680      |
| Troisième partie : North America Stadium Tour 2022, |                           |                           |                           |                                 |           |                 |
| 64                                                  | 21 août                   | Montréal                  | Canada                    | Parc Jean-Drapeau               | 44 045    | 8 435 058       |
| 65                                                  | 27 août                   | Minneapolis               | États-Unis                | U.S. Bank Stadium               | 36 078    | 6 909 298       |
| 66                                                  | 31 août                   | Philadelphie              | États-Unis                | Lincoln Financial Field         | 51 115    | 9 789 034       |
| 67                                                  | 3 septembre               | Chicago                   | États-Unis                | Soldier Field                   | 47 263    | 9 051 337       |
| 68                                                  | 6 septembre               | East Rutherford           | États-Unis                | MetLife Stadium                 | 49 287    | 9 438 953       |
| 69                                                  | 9 septembre               | Foxborough                | États-Unis                | Gillette Stadium                | 36 230    | 6 938 408       |
| 70                                                  | 17 septembre              | San Antonio               | États-Unis                | Alamodome                       | 38 490    | 7 371 221       |
| 71                                                  | 23 septembre              | Los Angeles               | États-Unis                | Los Angeles Memorial Coliseum   | 69 026    | 13 219 171      |
| 72                                                  | 24 septembre              | Los Angeles               | États-Unis                | Los Angeles Memorial Coliseum   | 69 026    | 13 219 171      |
| 73                                                  | 1er octobre               | Mexico                    | Mexique                   | Foro Sol                        | 193 990   | 12 465 446      |
| 74                                                  | 2 octobre                 | Mexico                    | Mexique                   | Foro Sol                        | 193 990   | 12 465 446      |
| 75                                                  | 4 octobre                 | Mexico                    | Mexique                   | Foro Sol                        | 193 990   | 12 465 446      |
| Quatrième partie : Europe Stadium Tour 2023         |                           |                           |                           |                                 |           |                 |
| 76                                                  | 22 mai                    | Vilnius                   | Lituanie                  | Vingio Parkas                   |           |                 |
| 77                                                  | 27 mai                    | Helsinki                  | Finlande                  | Stade olympique                 |           |                 |
| 78                                                  | 28 mai                    | Helsinki                  | Finlande                  | Stade olympique                 |           |                 |
| 79                                                  | 2 juin                    | Odense                    | Danemark                  | Dyrskueplads                    |           |                 |
| 80                                                  | 3 juin                    | Odense                    | Danemark                  | Dyrskueplads                    |           |                 |
| 81                                                  | 7 juin                    | Munich                    | Allemagne                 | Stade olympique                 |           |                 |
| 82                                                  | 8 juin                    | Munich                    | Allemagne                 | Stade olympique                 |           |                 |
| 83                                                  | 10 juin                   | Munich                    | Allemagne                 | Stade olympique                 |           |                 |
| 84                                                  | 11 juin                   | Munich                    | Allemagne                 | Stade olympique                 |           |                 |
| 85                                                  | 14 juin                   | Trenčín                   | Slovaquie                 | Aérodrome de Trenčín            |           |                 |
| 86                                                  | 17 juin                   | Berne                     | Suisse                    | Stade de Suisse                 |           |                 |
| 87                                                  | 18 juin                   | Berne                     | Suisse                    | Stade de Suisse                 |           |                 |
| 88                                                  | 23 juin                   | Madrid                    | Espagne                   | Estadio Metropolitano           |           |                 |
| 89                                                  | 26 juin                   | Lisbonne                  | Portugal                  | Estádio da Luz                  |           |                 |
| 90                                                  | 1er juillet               | Padoue                    | Italie                    | Stadio Euganeo                  |           |                 |
| 91                                                  | 6 juillet                 | Groningue                 | Pays-Bas                  | Stadspark                       |           |                 |
| 92                                                  | 7 juillet                 | Groningue                 | Pays-Bas                  | Stadspark                       |           |                 |
| 93                                                  | 11 juillet                | Budapest                  | Hongrie                   | Stade Ferenc-Puskás             |           |                 |
| 94                                                  | 12 juillet                | Budapest                  | Hongrie                   | Stade Ferenc-Puskás             |           |                 |
| 95                                                  | 15 juillet                | Berlin                    | Allemagne                 | Stade olympique                 |           |                 |
| 96                                                  | 16 juillet                | Berlin                    | Allemagne                 | Stade olympique                 |           |                 |
| 97                                                  | 18 juillet                | Berlin                    | Allemagne                 | Stade olympique                 |           |                 |
| 98                                                  | 22 juillet                | Saint-Denis               | France                    | Stade de France                 |           |                 |
| 99                                                  | 26 juillet                | Vienne                    | Autriche                  | Stade Ernst-Happel              |           |                 |
| 100                                                 | 27 juillet                | Vienne                    | Autriche                  | Stade Ernst-Happel              |           |                 |
| 101                                                 | 30 juillet                | Chorzów                   | Pologne                   | Stade de Silésie                |           |                 |
| 102                                                 | 31 juillet                | Chorzów                   | Pologne                   | Stade de Silésie                |           |                 |
| 103                                                 | 3 août                    | Bruxelles                 | Belgique                  | Stade Roi Baudouin              |           |                 |
| 104                                                 | 4 août                    | Bruxelles                 | Belgique                  | Stade Roi Baudouin              |           |                 |
| 105                                                 | 5 août                    | Bruxelles                 | Belgique                  | Stade Roi Baudouin              |           |                 |
| Cinquième partie : Europe Stadium Tour 2024         |                           |                           |                           |                                 |           |                 |
| 106                                                 | 11 mai                    | Prague                    | Tchéquie                  | Aéroport de Letnany             |           |                 |
| 107                                                 | 12 mai                    | Prague                    | Tchéquie                  | Aéroport de Letnany             |           |                 |
| 108                                                 | 15 mai                    | Dresde                    | Allemagne                 | Ostragehege                     |           |                 |
| 109                                                 | 16 mai                    | Dresde                    | Allemagne                 | Ostragehege                     |           |                 |
| 110                                                 | 18 mai                    | Dresde                    | Allemagne                 | Ostragehege                     |           |                 |
| 111                                                 | 19 mai                    | Dresde                    | Allemagne                 | Ostragehege                     |           |                 |
| 112                                                 | 24 mai                    | Belgrade                  | Serbie                    | Ušće Park                       |           |                 |
| 113                                                 | 25 mai                    | Belgrade                  | Serbie                    | Ušće Park                       |           |                 |
| 114                                                 | 30 mai                    | Athènes                   | Grèce                     | Stade olympique                 |           |                 |
| 115                                                 | 5 juin                    | San Sebastián             | Espagne                   | Stade d'Anoeta                  |           |                 |
| 116                                                 | 8 juin                    | Marseille                 | France                    | Orange Vélodrome                | > 53 000  |                 |
| 117                                                 | 11 juin                   | Barcelone                 | Espagne                   | Stade olympique Lluís-Companys  |           |                 |
| 118                                                 | 15 juin                   | Lyon                      | France                    | Groupama Stadium                | 50 000    |                 |
| 119                                                 | 18 juin                   | Nimègue                   | Pays-Bas                  | Goffertpark (en)                |           |                 |
| 120                                                 | 19 juin                   | Nimègue                   | Pays-Bas                  | Goffertpark (en)                |           |                 |
| 121                                                 | 23 juin                   | Dublin                    | Irlande                   | RDS Arena                       |           |                 |
| 122                                                 | 27 juin                   | Ostende                   | Belgique                  | Park De Nieuwe Koers            |           |                 |
| 123                                                 | 28 juin                   | Ostende                   | Belgique                  | Park De Nieuwe Koers            |           |                 |
| 124                                                 | 5 juillet                 | Copenhague                | Danemark                  | Valbyparken                     |           |                 |
| 125                                                 | 11 juillet                | Francfort-sur-le-Main     | Allemagne                 | Deutsche Bank Park              |           |                 |
| 126                                                 | 12 juillet                | Francfort-sur-le-Main     | Allemagne                 | Deutsche Bank Park              |           |                 |
| 127                                                 | 13 juillet                | Francfort-sur-le-Main     | Allemagne                 | Deutsche Bank Park              |           |                 |
| 128                                                 | 17 juillet                | Klagenfurt                | Autriche                  | Wörthersee Stadion              |           |                 |
| 129                                                 | 18 juillet                | Klagenfurt                | Autriche                  | Wörthersee Stadion              |           |                 |
| 130                                                 | 21 juillet                | Reggio Emilia             | Italie                    | RCF Arena                       |           |                 |
| 131                                                 | 26 juillet                | Gelsenkirchen             | Allemagne                 | Veltins-Arena                   |           |                 |
| 132                                                 | 27 juillet                | Gelsenkirchen             | Allemagne                 | Veltins-Arena                   |           |                 |
| 133                                                 | 29 juillet                | Gelsenkirchen             | Allemagne                 | Veltins-Arena                   |           |                 |
| 134                                                 | 30 juillet                | Gelsenkirchen             | Allemagne                 | Veltins-Arena                   |           |                 |
| 135                                                 | 31 juillet                | Gelsenkirchen             | Allemagne                 | Veltins-Arena                   |           |                 |
| Total (71 concerts joués)                           | Total (71 concerts joués) | Total (71 concerts joués) | Total (71 concerts joués) | Total (71 concerts joués)       | 3 485 733 | 413 349 015     |

Nota : les affluences en italique indiquent que les dates n'ont pas été jouées à guichets fermés.

## Distinctions
- Prix Popkultur
  - Show live le plus impressionnant pour le concert au Stade olympique de Berlin en 2022[19],[20]
- ZD Awards
  - Meilleure tournée de l'année 2019[21]
- Moscow Ticketing Awards
  - Meilleure vente pour le concert au Stade Loujniki complet dès la première semaine de vente en 2019[22]
- ADC Wettbewerb Awards
  - Meilleure affiche Art/Culture/Événement